# Liubov Charkashyna
Liubov Viktorovna Charkashyna (bielorruso: Любоў Віктараўна Чаркашына; ruso: Любовь Викторовна Черкашина, nacida el 23 de diciembre de 1987 en Brest) es una gimnasta rítmica individual bielorrusa. Ella es medallista de bronce olímpica de concurso completo en 2012, medallista de oro Europea de 2011 y en dos ocasiones (2012, 2011) medallista de bronce en la Final de la Copa Mundial de concurso completo.

## Carrera
Charkashyna comenzó a practicar gimnasia rítmica a una edad más tardía, cuando ella tenía 9 años de edad, hizo su debut internacional como júnior en 2003. Ella tuvo una exitosa temporada ganadora de bronce en 2007 en el Premio de la Gran Final en Innsbruck, Austria. Compitió en los Juegos Olímpicos de Verano de 2008 y se colocó 15.ª en las calificaciones, pero no avanzó a los 10 rondas finales.

## Vida personal
Charkashyna está casada con un exjugador de fútbol de Bielorrusia, Víctor Molashko.